# Rešetarevo
Rešetarevo is een plaats in de gemeente Netretić in de Kroatische provincie Karlovac. De plaats telt 56 inwoners (2001).